# Kościół św. Michała Archanioła w Siemianowicach Śląskich
Kościół świętego Michała Archanioła w Siemianowicach Śląskich – rzymskokatolicki kościół parafialny parafii św. Michała Archanioła, znajdujący się przy ulicy Kościelnej w Siemianowicach Śląskich, w dzielnicy Michałkowice. Neoromańska świątynia powstała w latach 1902–1904, a konsekrowano ją 12 czerwca 1910 roku. Autorem projektu świątyni jest architekt Ludwig Schneider.

## Historia

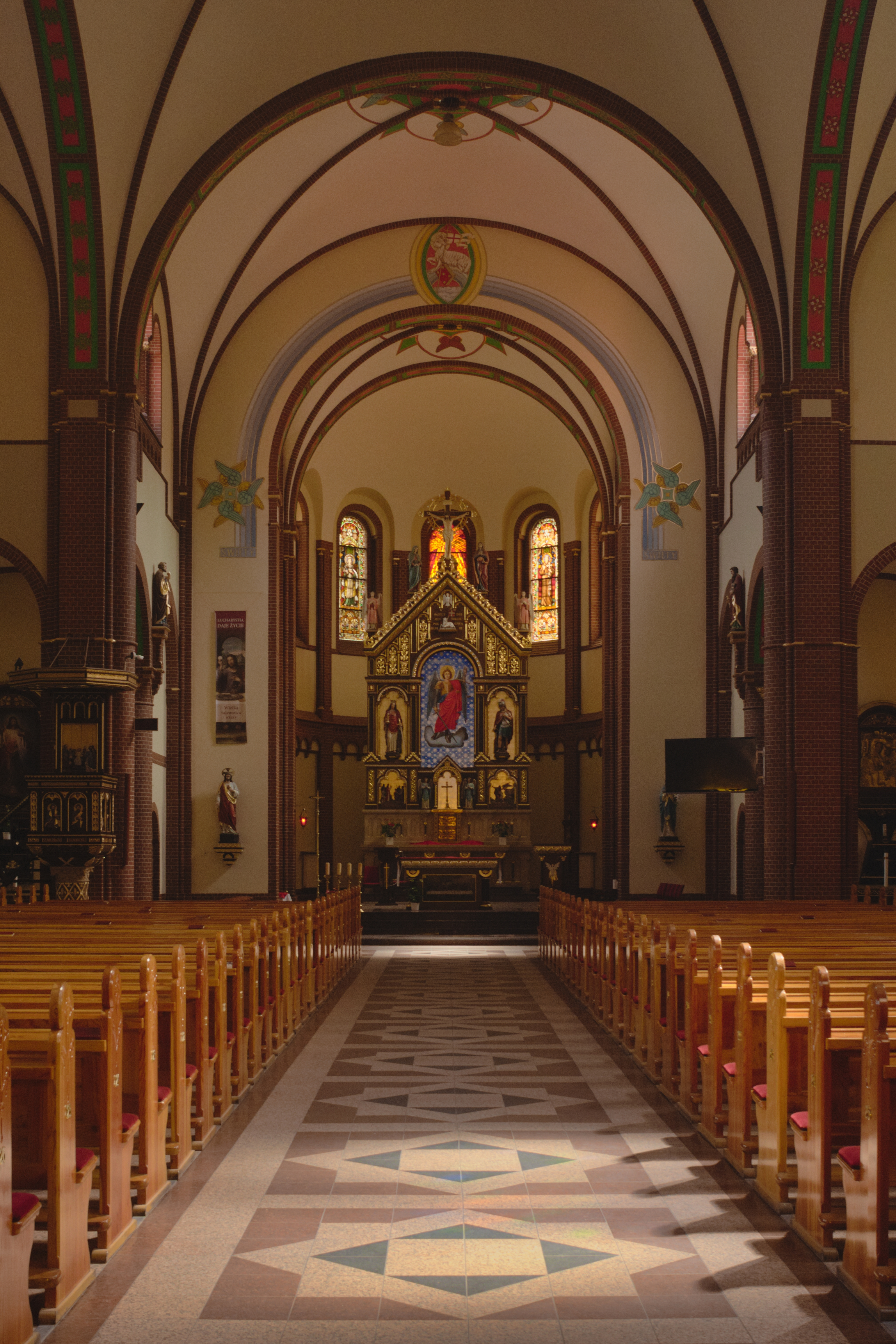
Wnętrze (2020)

Na miejscu obecnego kościoła znajdowały się drewniane kościoły, jeden z nich został wzniesiony w 1402 roku, a w 1787 roku powstał murowany późnobarokowy kościół na 600 osób.
Decyzja o budowie nowej świątyni została podjęta w 1899 roku przez ówczesnego, nowo mianowanego proboszcza, ks. Maksymiliana Gerlicha. Świątynia została zaprojektowana przez architekta Ludwiga Schneidera z Opola. Pierwotny projekt zakładał budowę kościoła wzdłuż obecnej ulicy Maciejkowickiej, lecz po trzech próbach zmiany lokalizacji bryły kościoła na istniejącej działce, zdecydowano o budowie świątyni na osi północ-południa. Prace budowlane zostały rozpoczęte 1 października 1902 roku. Kosztującą około 200 tysięcy marek budowę ukończono w 1904 roku. Prace murarskie zostały wykonane przez Teodora Wieczorka z Królewskiej Huty (obecnie Chorzów), natomiast malowidła wewnątrz artysta Richter. Uroczystej konsekracji świątyni dokonał wrocławski biskup – ks. Georg Kopp 12 czerwca 1910 roku.
W wyniku ustaleń soboru watykańskiego II w dużej części zostało zdemontowane oryginalne wyposażenie świątyni. W 1973 roku świątynia otrzymała wystrój zaprojektowany przez inż. arch. Krystiana Laskego z Katowic. Został usunięty ołtarz główny z wizerunkiem patrona świątyni – św. Michała Archanioła, ołtarz boczny, a także zostały zdemontowane balaski – tym samym zostało przebudowane prezbiterium. Witraż został zastąpiony nowym, natomiast w ołtarzu głównym została zamontowana metaloplastyka. Przez ostatnie kilkanaście lat kościół przechodził szereg remontów i restauracji. Zamontowano ogrzewanie podłogowe i kanalizację, wymieniona cały dach wraz z remontem wieży, położona nową granitową posadzkę i przemalowano wnętrze.

## Architektura i wyposażenie
Świątynia została wzniesiona w stylu neoromańskim, na planie krzyża łacińskiego z półkolistą absydą zamykającą prezbiterium. Nad wejściem znajduje się wieża, na szczycie której znajduje się ośmiograniasty hełm ze zwieńczeniem zakończonym krzyżem. Po obu stronach wieży i przy prezbiterium znajdują się aneksy. Dach jest dwuspadowy, kryty dachówką. 
Pierwotne wyposażenie kościoła stanowiły m.in.: ołtarz główny, ołtarze Św. Rodziny, ambona, stacje Drogi Krzyżowej, figura św. Antoniego i chrzcielnica. W środkowej części ołtarza powstał obraz Juliana Wałdowskiego z Wrocławia przedstawiający św. Michała Archanioła. W prezbiterium zamontowano witraże ufundowane przez Petera Morskiego – właściciela browaru w Roździeniu (obecnie część Katowic) i brata Paula, który był właścicielem siemianowickiego browaru. Na wieży umieszczono cztery dzwony: Michał, Maria, Józef i Jan. 
Do dziś z dawnego wyposażenia zachowały się: neogotycka chrzcielnica, ambona i organy wykonane przez firmę Berschdorf z Nysy. Ks. proboszcz Eugeniusz Kurpas postanowił przywrócić pierwotny wygląd nadstawy ołtarzowej, zbliżonej do oryginalnej. Prace projektowe prowadzono w oparciu o oryginalny projekt autorstwa Carla Bühla. Część oryginalnych elementów zostało zachowanych – zostały one zamontowane w zrekonstruowanym ołtarzu.